# کانتو شیندو
کانتو شیندو (انگلیسی: Kaneto Shindo؛ زاده ۲۲ آوریل ۱۹۱۲ درگذشته ۲۹ مهٔ ۲۰۱۲) کارگردان، فیلم‌نامه‌نویس، کارگردان هنری و تهیه‌کننده اهل ژاپن بود. 